# Hill Country Village
Hill Country Village is een plaats (city) in de Amerikaanse staat Texas en valt bestuurlijk gezien onder Bexar County.

## Demografie
Bij de volkstelling in 2000 werd het aantal inwoners vastgesteld op 1028.
In 2006 is het aantal inwoners door het United States Census Bureau geschat op 1076, een stijging van 48 (4.7%).

## Geografie
Volgens het United States Census Bureau beslaat de plaats een oppervlakte van
5,6 km², waarvan 5,6 km² land.

## Plaatsen in de nabije omgeving
De onderstaande figuur toont nabijgelegen plaatsen in een straal van 12 km rond Hill Country Village.